# Foce (Gênes)
Foce (Foxe /ˈfuːʒe/ en ligure) est  une ancienne commune ligure devenue quartier résidentiel de la commune de Gênes (Italie) et incluse dans le Municipio VIII Medio Levante. Foce comptait  15.693 habitants en 2018.  

## Géographie
Le quartier de Foce surplombe la mer à l'est du port et s'étend dans la plaine du Bisagno entre les versants occidentaux de la colline d'Albaro et la rive gauche du ruisseau, entièrement couvert dans sa section qui traverse le quartier.
Foce est accessible depuis la gare de Gênes-Brignole par le Viale delle Brigate Partigiane et Viale Brigata Bisagno . La distance est d'environ 1,5 kilomètre.

## Histoire
Foce demeura une petite municipalité autonome de 1798 à 1873 lorsque, avec cinq autres municipalités de la basse vallée du Bisagno, elle fut incorporée à la municipalité de Gênes. Parmi les districts de Gênes, c'est celui qui a le plus changé de physionomie dans le siècle dernier : avec l'expansion urbaine du début du XXe siècle, le petit village de pêcheurs s'est transformé en un quartier résidentiel de la ville.